# 第4屆日本電影學院獎
第4回日本電影學院獎于1981年（昭和56年）2月12日公布，並舉行颁奖仪式，司儀由山城新伍擔任，表彰1980年（昭和55年）1月1日至1980年（昭和55年）12月31日期间在日本商业上映一个星期以上的优秀电影作品。

## 得獎名单
- 最佳影片：『流浪者之歌』
- 最佳导演：铃木清顺（流浪者之歌）
- 最佳剧本：朝間義隆/ 山田洋次（寅次郎的故事25寅次郎扶桑之花/远山的呼唤）
- 最佳男主角：高仓健（动乱 (电影)/远山的呼唤）
- 最佳女主角：倍賞千惠子（远山的呼唤/寅次郎扶桑之花）
- 最佳男配角：丹波哲郎（二百三高地）
- 最佳女配角：大楠道代（流浪者之歌）
- 最佳外語片：克拉瑪對克拉瑪

## 外部連結
- （日語）第4回獲獎名單 （页面存档备份，存于）